# Ataenius millstreamae
Ataenius millstreamae är en skalbaggsart som beskrevs av Zdzisława Stebnicka och Henry Fuller Howden 1997. Ataenius millstreamae ingår i släktet Ataenius och familjen Aphodiidae. Inga underarter finns listade.